# Seven & I Holdings
Seven & I Holdings este o companie japoneză de retail, înființată în anul 2005 ca și companie mamă pentru lanțul de supermarketuri 7-Eleven. Compania deținea în 2007, un număr de 32.000 magazine în 17 țări și regiuni, fiind compania cu cele mai multe magazine din lume, depășind McDonald's cu 1.000 de magazine
Compania deține 11.704 magazine în Japonia, 6.031 în SUA, 4.511 în Taiwan, și 3.912 în Thailanda
Număr de angajați în 2007: 147.708
Cifra de afaceri în 2007: 5.337,8 miliarde yen (34,1 miliarde Euro).
Venit net în 2007: 133,4 miliarde yen (850 milioane Euro)